# Kosztantau
Kosztantau (ros. Коштантау) – szczyt w Kabardo-Bałkarii w Rosji, czwarty pod względem wysokości (5151 m n.p.m.) szczyt Kaukazu. Kilka kilometrów dalej na południe leży granica z Gruzją. Na zboczach szczytu występują lodowce górskie. Ściany góry mają ponad 1500 metrów wysokości.
Szczyt znajduje się na terenie Kabardyjsko-Bałkarskiego Rezerwatu Wysokogórskiego.
Przy próbie zdobycia szczytu w dniu 17 sierpnia 1888 roku zginęli dwaj angielscy alpiniści Donkin i Foks oraz ich dwaj przewodnicy.
Szczyt został zdobyty po raz pierwszy w 1889 roku przez Hermana Woolleya wraz z ekspedycją.